# Spies Like Us (película)
Spies Like Us (titulada Espías como nosotros en España y Misión recontraespionaje en Hispanoamérica) es una película cómica estadounidense de 1985 dirigida por John Landis y protagonizada por Chevy Chase, Dan Aykroyd, Steve Forrest y Donna Dixon. El argumento se centra en dos espías novatos de la DIA a los que envían a la Unión Soviética.

## Argumento
Austin Millbarge (Dan Aykroyd) es un hacker que trabaja para el Pentágono y que aspira a dejar su trabajo para convertirse en agente secreto. Por otro lado, Emmet Fritz-Hume (Chevy Chase) es un "listillo" e hijo de un diplomático que no se toma en serio los exámenes del servicio internacional. Cuando los dos se conocen, este último no duda en hacer todo tipo de tretas para aprobar un examen, mientras Millbarge se ve obligado a asistir a la prueba justo cuando su supervisor le comunica que su contrato está a punto de terminar. 
Al urgir la necesidad de alistar algunos agentes como señuelos para que sirvan de distracción al enemigo y así un equipo más apto sea capaz de terminar la misión con éxito, la DIA decide alistarles en el servicio operativo en el extranjero a pesar de no haber sido entrenados. Su misión principal (sin definir) empieza en la región soviética de Asia Central mientras que los profesionales son enviados al verdadero objetivo: destruir un lanzamisiles SS-50ICBM. Cuando Millbarge y Fitz-Hume se pierden y consiguen escapar de las tropas enemigas y otros peligros, se encuentran a Karen Boyer (Donna Dixon), la única superviviente del equipo principal que tenía como misión distraer a estos dos.
Mientras cruzan la frontera con Tayikistán por la Cordillera del Pamir, descubren el lanzamisiles y fingen pasarse por extraterrestres para confundir a los rusos y dispararles con armas tranquilizantes. Una vez se acercan al objetivo reciben órdenes por parte del DIA para lanzar el misil al espacio hasta que estos descubren que el objetivo del misil tiene como objetivo un punto específico de Estados Unidos. Al creer que están ante un futuro conflicto bélico, tanto los estadounidenses como los soviéticos deciden acostarse al pensar que el mundo ha llegado a su fin.
De pronto, el comandante en jefe de operaciones (Steve Forrest), desde el búnker admite ser el responsable del lanzamiento del misil para hacer responsables a los estadounidenses, razón por la cual han sido enviados sin saberlo, pero cuando este trata de neutralizar el misil, falla y sigue dirigiéndose a territorio estadounidense con la consecuente respuesta de una guerra termonuclear.
De vuelta al territorio soviético, tanto los estadounidenses como los soviéticos colaboran para desviar la trayectoria del misil gracias al conocimiento informático de Millbarge con el que consiguen averiar el mecanismo de la bomba y estalla en el espacio. Inmediatamente, los jefes del DIA son arrestados por un grupo de Rangers acusados de conspirar contra el gobierno. Por su parte, Millbarge, Fitz-Hume y Boyer se hacen cargo de la negociación del desarme nuclear mediante un juego-mezcla del Risk y Trivial Pursuit contra sus amigos soviéticos.

## Reparto
| Actor               | Personaje                | Notas |
| ------------------- | ------------------------ | ----- |
| Chevy Chase         | Emmett Fitz-Hume         |       |
| Dan Aykroyd         | Austin Millbarge         |       |
| Steve Forrest       | General Sline            |       |
| Donna Dixon         | Karen Boyer              |       |
| Bruce Davison       | Ruby                     |       |
| Bernie Casey        | Cnel. Rhombus            |       |
| William Prince      | Keyes                    |       |
| Tom Hatten          | General Miegs            |       |
| Frank Oz            | Monitor del examen       |       |
| Charles McKeown     | Jerry Hadley             |       |
| Terry Gilliam       | Dr. Imhaus               |       |
| Ray Harryhausen     | Dr. Marston              |       |
| Derek Meddings      | Dr. Stinson              |       |
| Joel Coen           | Conductor escolta #1     |       |
| Sam Raimi           | Conductor escolta #2     |       |
| Martin Brest        | Conductor escolta #3     |       |
| Bob Hope            | Bob Hope Es Golfista     | Cameo |
| B.B. King           | Agent Ace Tomato         |       |
| Vanessa Angel       | Operaria rusa del cohete |       |
| Svetlana Plotnikova | Operaria rusa del cohete |       |
| Sergei Ruzakov      | Operario ruso del cohete |       |
| Heidi Sorenson      | Alice                    |       |
| Edwin Newman        | Símismo                  |       |

## Recepción

### Taquilla
La película fue un éxito de taquilla. Recaudó $ 8,614,039 en el fin de semana inaugural de Estados Unidos y $ 60,088,980 en Estados Unidos y Canadá frente a un presupuesto de $ 22 millones. La película recaudó $ 17.2 millones en el extranjero para una recaudación mundial de $ 77.3 millones.

### Recepción de la crítica
El crítico del Washington Post, Paul Attanasio, calificó a Spies Like Us como "una comedia con exactamente una risa, y aquellos de ustedes entregados a la búsqueda de huevos de Pascua pueden sentirse libres de intentar encontrarla". El crítico de Chicago Reader, Dave Kehr, criticó el desarrollo del personaje de la película, diciendo que "Landis nunca se molesta en dar cuenta de la amistad que surge espontáneamente entre estos dos tipos antipáticos, pero nunca se molesta en dar cuenta de nada en esta progresión suelta de Riffs de Abbott y Costello reciclados ". La crítica del New York Times, Janet Maslin, escribió: "Las estrellas siempre son afables y vale la pena verlas incluso cuando hacen muy poco, pero es doloroso quedarse sentado mientras el guión pierde fuerza".
La revista Variety opinó en una reseña del personal: "Spies no es muy divertido. Aunque Chase y Aykroyd brindan momentos, el guión general apenas aborda el espionaje excéntrico y la locura nuclear, sin nada nuevo que agregar". TV Guide publicó una reseña del personal que decía: "La dirección de Landis es indulgente, por decir lo menos, con grandes paisajes, grandes accidentes, gran hardware y grandes bromas llenando la pantalla. Lo que olvida es el desarrollo del personaje, ese factor de suma importancia eso debe existir para que la comedia funcione bien ". David Parkinson, que escribe para Radio Times, sintió que "Dan Aykroyd y Chevy Chase simplemente no logran cuajar, y hay poca diversión una vez que se agotan las bulliciosas bromas de la escuela de entrenamiento".
El sitio web de agregación de reseñas Rotten Tomatoes otorga a la película una puntuación del 32%, según 25 reseñas, con una puntuación media de 4,38 / 10. El consenso del sitio afirma: "A pesar de la destreza cómica de su director y dos protagonistas, Spies Like Us parece negar todo conocimiento sobre cómo hacer reír al espectador". 
Metacritic le da a la película una puntuación de 22 sobre 100, basada en 9 críticas, lo que indica "críticas generalmente desfavorables". Al escribir para Common Sense Media, Andrea Beach calificó la película como una "comedia anticuada de los 80 con lenguaje fuerte, pocas risas".
El escritor del personal de Collider, Jeff Giles, al revisar el lanzamiento en Blu-ray Disc de la película, declaró: "en general, es más divertido que divertido; son solo 102 minutos, pero se siente demasiado largo a la mitad. Para todo el talento involucrado, hay un mucha flacidez. Es el tipo de película de la que puedes alejarte durante 10 minutos sin perderte nada importante ".

## Legado
La serie de comedia animada Padre de familia rindió homenaje a la película con su episodio de 2009 "Spies Reminiscent of Us", protagonizado por Dan Aykroyd y Chevy Chase como versiones ficticias de ellos mismos que, según la serie, Ronald Reagan convirtió en verdaderos espías después de ver la película. El episodio recrea numerosas escenas de la película.
La serie de comedia de espías de acción en vivo Chuck fue fuertemente influenciada por Spies, incluyendo referencias a "GLG-20" y la introducción del personaje Emmett Millbarge (Tony Hale), combinados con los nombres de los protagonistas de Spies.